# Mikroregion Campo Belo

Mikroregion Campo Belo

Mikroregion Campo Belo – mikroregion w brazylijskim stanie Minas Gerais należący do mezoregionu Oeste de Minas.

## Gminy
- Aguanil
- Campo Belo
- Cana Verde
- Candeias
- Cristais
- Perdões
- Santana do Jacaré